# Chirostoma chapalae
Chirostoma chapalae är en fiskart som beskrevs av Jordan och Snyder, 1899. Chirostoma chapalae ingår i släktet Chirostoma och familjen Atherinopsidae. Inga underarter finns listade i Catalogue of Life.